# Jean-Nicolas Pache

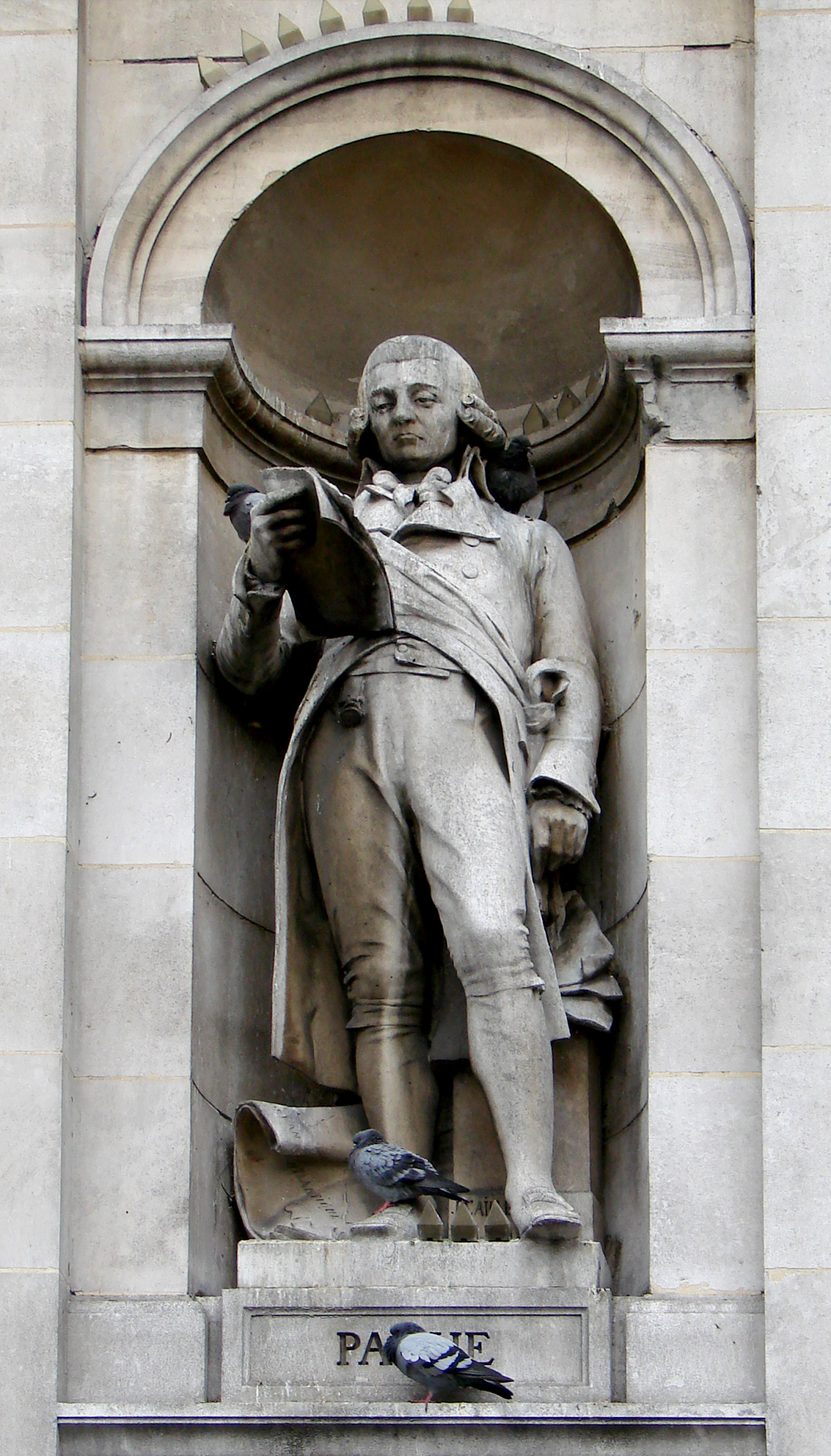
Statue Paches an der Fassade des Pariser Rathauses

Jean-Nicolas Pache (* 5. Mai 1746 in Paris; † 18. November 1823 in Thin-le-Moutier (Département Ardennes)) war ein Politiker während der Französischen Revolution, der vom 18. Oktober 1792 bis 4. Februar 1793 das Kriegsministerium leitete und von Mitte Februar 1793 bis 10. Mai 1794 als Bürgermeister von Paris amtierte.

## Leben
Der Sohn eines Hausangestellten Schweizer Herkunft arbeitete als Hauslehrer, war dann erster Sekretär des Marineministers und königlicher Beamter, bevor er mit seiner Familie in die Schweiz übersiedelte. Er kehrte 1789 nach Paris zurück, wo er in das Kabinett des Innenministers Roland eintrat und im Oktober 1792 zum Kriegsminister im Provisorischen Vollzugsrat ernannt wurde.
Jean-Nicolas Pache wechselte von der Gironde zur Montagne, entfernte aus dem Kriegsministerium gemäßigte Mitarbeiter und ersetzte diese durch radikale Jakobiner wie François-Nicolas Vincent und Ronsin. Der mit seinen Aufgaben überforderte Politiker versuchte daraufhin ein Beschaffungsdirektorium zu organisieren, welches den Spekulationen entgegenwirken und den Einfluss der Heereslieferanten minimieren sollte. Allerdings löste der Nationalkonvent das Beschaffungsdirektorium im Januar 1793 auf Drängen von General Dumouriez auf. Die girondistischen Abgeordneten erreichten am 4. Februar 1793 die Amtsenthebung Paches.
Ein paar Tage später gewann Pache die Wahl zum Bürgermeister von Paris. Er ließ alle öffentlichen Gebäude mit der Devise „Liberté, Egalité, Fraternité“ schmücken und führte am 15. April 1793 eine Abordnung der Pariser Sektionen an, die den Nationalkonvent aufforderte, zweiundzwanzig girondistische Abgeordnete aus dessen Reihen auszuschließen. Pache befürwortete die Erhebung der Pariser Sansculotten vom 4./5. September 1793 und unterstützte deren Forderungen. Er geriet im Frühjahr 1794 in den Auseinandersetzungen zwischen den Anhängern Héberts und Robespierres und wurde deswegen am 10. Mai 1794 als Bürgermeister von Paris abgesetzt und verhaftet.
Nach seiner Freilassung infolge der Generalamnestie vom 26. Oktober 1795 wirkte Pache als Beauftragter des Direktoriums für öffentliche Krankenhäuser. Er unterstützte den Staatsstreich des 18. Fructidor V (4. September 1797), verließ Ende 1799 Paris und zog sich auf seinen Besitz in Thin-le-Moutier im Département Ardennes zurück, wo er Blumen züchtete und sich von der Politik fernhielt.
Jean-Nicolas Pache wurde als guter Familienvater geachtet, zählte seit 1774 zu den engen Freunden des Mathematikers Gaspard Monge und blieb zeitlebens den Ideen Rousseaus verbunden.

## Bibliographie
- Observations sur les sociétés patriotiques (1790)
- Correspondance du général Dumourier avec Pache, ministre de la Guerre, pendans la Campagne de la Belgique, en 1792 (1793)
- Correspondance du général Miranda avec le général Dumourier, les ministres de la guerre, Pache et Beurnonville, depuis janvier 1793. : ordres du général Dumourier au général Miranda, pour la bataille de Nerwinden, et la retraite qui en a été la suite (1793)
- Lettre du citoyen Pache, maire de Paris, aux départemens qui voudraient faire marcher une force armée contre cette ville (1793)
- Sur les factions et les partis, les conspirations et les conjurations, et sur celles de l'ordre du jour (1797)
- Sur une affaire pendante à la troisième Section du Tribunal civil de la Seine (1797)
- J.-N. Pache à la Société libre d'agriculture, des arts et du commerce du département des Ardennes (1799)